# Llanhilleth
Llanhilleth (en anglais) ou Llanhiledd (en gallois) est un village et une communauté du Blaenau Gwent, au pays de Galles.
La communauté se compose de Llanhilleth même, ainsi que des villages d'Aberbeeg (en) (au nord-ouest), St Illtyd (en) (au nord) et Swffryd (en) (au sud). 
Au recensement de 2011, elle comptait 4 797 habitants.
La gare de Llanhilleth (en) est desservie par les trains de la Ebbw Valley Railway (en).